# Xã Sloan, Quận Woodbury, Iowa
Xã Sloan (tiếng Anh: Sloan Township) là một xã thuộc quận Woodbury, tiểu bang Iowa, Hoa Kỳ. Năm 2010, dân số của xã này là 1.113 người.